# A Lovely Complex epizódjainak listája
Ez a szócikk a Lovely Complex című anime epizódjait ismerteti. Az animesorozatot a Toei Animation készítette, Uda Kónoszuke rendezésében. A zenét Szato Hironoszuke szolgáltatta, a karakterdizájnokat pedig Maniva Hideaki készítette. Az anime első felének (1-13. epizód) nyitózenéje a „Kimi + Boku = Love??” (キミ+ボク=LOVE??) volt, a Tegomasstól, a második pedig a „Hey! Say!” a Hey! Say!-től a sorozat második (14-24. epizód) felében. A két zárófőcím közül a sorozat első felének a Tegomass „Kiss ~ Kaerimicsi no Love Song” (キッス〜帰り道のラブソング?) című száma volt a zárózenéje, és a Hey! Say!-től a „Bon Bon” volt hallható a sorozat második felének befejezése alatt. A nemzetközi változatban a zenéket jogi problémák miatt kicserélték, a nyitózene a sorozatban szereplő egyik karakter, Umibózu dala, a „Shouganeze”.
| # | Epizód címe | Első japán sugárzás  | Első magyar sugárzás |
| --- | --- | -------------------- | -------------------- |
| 1 | Az első nyári szünetem! Ide nekem egy pasit! Kó-1 no nacu! Zettai karesi, cukuttaru va! ( 高1の夏!絶対カレシ、つくったるわ! )                              | 2007. április 7.     | 2010. december 3.    |
| Risza nem túl boldog, amikor osztályfőnöke közli vele, hogy jegyei miatt be kell járnia nyáron is az iskolába. Azonban a nála jóval alacsonyabb srác, Ótani is be fog járni, akivel egész jó viszonyban van. Risza vágya, hogy szerezzen magának egy fiút, s kiszemeli magának az egyik új diákot, Szuzukit. Ótani viszont egy másik osztálytársukba, Csiharuba szerelmes, és elhatározzák, hogy segítenek a másiknak, hogy összejöjjenek azzal, akivel akarnak. Végül azonban annyira jól érzik magukat, hogy megfeledkeznek róluk, s ennek eredményeképpen Csiharu és Szuzuki összejönnek. | |                      |                      |
| 2 | Az exbarátnő! Nesze neked szerelmi háromszög! Moto kano no szankakukankei!? (元カノと三角関係!? )                                                          | 2007. április 14.    | 2010. december 3.    |
| Risza és Ótani még mindig azon versenyeznek, hogy kinek lesz előbb valakije. Felbukkan Ótani exbarátnője, Kanzaki (aki a megszólalásig hasonlít Csiharura), aki meghívja a fiút a kosarasok karácsonyi bulijára. Risza vakrandira megy, de alaposan csalódnia kell a felhozatalban. Bánatos lesz, mert csak ő tölti egyedül a karácsonyt, de kosaras haverjai helyett Ótani inkább elmegy Riszával közös kedvencük, Umibozu koncertjére. | |                      |                      |
| 3 | A fiú, aki tetszik, vagy fiú a múltból? Szuki no otoko ka, mukasi no otoko ka? ( 好きなオトコか、昔のオトコか? )                                           | 2007. április 21.    | 2010. december 10.   |
| Risza véletlenül összefut gyerekkori barátjával, Harukával, aki egy kicsit lányosan viselkedő fiú. Ő is átiratkozik az iskolába, és féltékeny Ótanira, mert járni szeretne Riszával, de szerinte ő áll a kettejük útjában. Risza azonban nem akar tőle semmit. Valentin-nap alkalmából ajándékba akar adni Ótaninak egy csokit, de mivel ez csak "muszáj-csoki" lett volna, és Ótani amúgy sem fogadta el, végül Harukának adja. Ótani rájön, hogy Kanzaki nem akar tőle semmit, csak elmondani, hogy annak idején nem a magassága miatt szakítottak.                                        | |                      |                      |
| 4 | A csók! Beléd szerettem! Csú! Szuki ni natcsaimasita! (チュッ! 好きになっちゃいました! )                                                                   | 2007. április 28.    | 2010. december 10.   |
| Ótani és Risza együtt indulnak az új tanévet megkezdeni, ahol már megint egy osztályba kerülnek. Útközben megmentenek egy lányt egy kutyától, akiről kiderül, hogy egy elsőéves. Nobuko, Risza legjobb barátnője kezdetben nem szereti a lányt, aki a Szeikó névre hallgat, de aztán megkedveli. Közben Szeikó felfedezi magának Ótanit, és végül hirtelen elhatározásból megcsókolja. | |                      |                      |
| 5 | Verd le a tiltott szerelmet! Kindan no ai o buttobasze! ( 禁断の愛をぶっ飛ばせ!)                                                                           | 2007. május 5.       | 2010. december 17.   |
| Ótani boldog, hogy tetszik Szeikónak, és igyekszik kihasználni a helyzetet. Hamarosan azonban döbbenten veszi tudomásul, hogy Szeikó valójában fiú, és Szeisirónak hívják - habár ő maga mindig is lánynak érezte magát. Ótani, akit a magassága miatt sokszor kicsúfoltak, tapintatosan kezeli a dolgot, és végül felajánlja barátságát Szeikónak. Risza ezt látva kezdi úgy érezni, hogy beleszeretett Ótaniba. | |                      |                      |
| 6 | A céltudatos lány! A nagy szerelmi haditerv! Otome no icsidai kessin! Raburabu kokuhaku dai szakuszen!! ( 乙女の一大決心! ラブラブ告白大作戦!!)            | 2007. május 12.      | 2010. december 17.   |
| Risza szeretné meghódítani Ótanit, de a srácnak láthatóan fogalma sincs arról, hogy a lány mit érez iránta. Nobuko és barátja, Nakao is próbálnak segíteni, de végül maga Risza lesz képes rá, hogy kimondja Ótaninak: szereti őt. | |                      |                      |
| 7 | Banyek! A világ legbénább vallomása! Gekicsin! Sidzsó szaité na kokuhaku ( 撃沈!史上サイテーな告白)                                                        | 2007. május 19.      | 2010. december 31.   |
| Ótani egyáltalán nem veszi komolyan Risza vallomását, teljesen félreérti az egészet, nagy bánatot okozva ezzel a lánynak. Az iskolai fesztiválon aztán sikerül őt még jobban megbántania az értetlenségével, de végül csak felfogja, hogy Risza szerelmes belé. | |                      |                      |
| 8 | Soha ne nézz vissza! Jaj, szegény szívem! Szaiki funó! Dai sicuren!! ( 再起不能!大失恋!!)                                                                  | 2007. május 26.      | 2010. december 31.   |
| Az osztály kirándulásra megy Hokkaidóra, de Ótani és Risza lekésik a gépet, ezért kénytelenek együtt utazni. Mikor megérkeznek, ráadásul elveszítik a többieket, így megint kettesben maradnak. Bár jól érzik magukat, Ótani közli Riszával, hogy nem tud úgy tekinteni rá, mint szerelmére, a lány bánatára. | |                      |                      |
| 9 | Van élet a halál után! Akkor is a tiéd leszek! Kisikaiszei!! Mezasze kanodzso no za!! ( 起死回生!!めざせ彼女の座!!)                                        | 2007. június 2.      | 2011. január 7.      |
| Ótani visszautasítása miatt Risza padlóra kerül, de megpróbálja visszafogni az érzéseit, és úgy tenni, mintha mi sem történt volna. Szabad kimenő alkalmával kettesben sétálgatnak a városban, mert szeretnének találkozni Umibozuval, ami végül sikerül is, kalandos körülmények között. Miután Risza látja, hogy Umibozu és a felesége is olyanok voltak fiatalon, mint ők ketten, azt mondja Ótaninak, hogy jobb, ha észben tartja: próbálkozni fog nála. | |                      |                      |
| 10 | Összecsapás az exszel! Elő a melleket! Moto kano no taikecu!? Csicsi dasi daitakuszen!! (元カノと対決!?乳だし大作戦!!)                                     | 2007. június 9.      | 2011. január 7.      |
| Risza elhatározza, hogy meghódítja Ótanit, méghozzá Nobuko tanácsára el akarja őt csábítani. Ehhez a bájait akarja bevetni - kitenni a melleit a valóságban és "fejben" is. A kosárcsapat idén is együtt karácsonyozik, ahol kiderül, hogy Kanzaki szakított a barátjával és ezért nem jött el. Nobuko meghallja, hogy annak idején Ótani és kanzaki úgy jöttek össze, hogy bezárták őket a barátaik a szertárba, ezért ugyanezt teszi Riszával is - felemás eredménnyel. | |                      |                      |
| 11 | Totális megsemmisülés! Bekavar az ex? Zettai zecumei! Moto kano to fukkacu ai?! ( 命!元カノと復活愛?!)                                                     | 2007. június 16.     | 2011. január 14.     |
| Kanzaki ismét felbukkan, és beszélni szeretne Ótanival. A lányok ezt hiába próbálják megakadályozni. A következő kosaras-találkozón Risza mindent megtesz, hogy Ótanit távol tartsa Kanzakitól, de hiába. Végül összetörten távozik, de később rájön, hogy Ótani visszautasította Kanzakit. | |                      |                      |
| 12 | A szerelem visszaszerzése! A nő fegyvere a csokoládé! Ai o torimodosze! Honmei csoko de onna o migaku!! ( 愛を取り戻せ!本命チョコで女を磨 く!!)            | 2007. június 23.     | 2011. január 14.     |
| Idén Valentin-napon Ótani már szívesen elfogadna csokit Riszától, aki Harukával és Szeikóval lát neki a sütésnek. Végül azonban Ótaninak sikerül úgy megsértenie őt, hogy a csokis dobozt a fejéhez vágja. Az édességet elfogadja, de meglepődik, mert Haruka bosszúból csúf üzenetet írt a csoki tetejére. | |                      |                      |
| 13 | Feltüzelve! A szobájában lesz az első csók? Hacunecu! Aicu no heya de fászuto kisszu? ( 発熱!あいつの部屋でファースト·キッ ス?)                            | 2007. június 30.     | 2011. január 21.     |
| Ótani szerzett két jegyet a márciusi Umibozu-koncertre, azonban a koncert előtt nagyon beteg lesz. Risza elmegy hozzá, hogy megnézze, hogy van. Ott a fiú elmondja neki, hogy szerinte kettejük közt nem működne a szerelem, de közben lázálmában megcsókolja Riszát. Bár másnapra kutya baja, és el tud menni a koncertre, a csókra egyáltalán nem emlékszik. | |                      |                      |
| 14 | Halálosan beléd zúgtam, Maity! Maiti ni kjunsinija! (マイティにキュン死にや!)                                                                              | 2007. július 7.      | 2011. január 21.     |
| Ótani megvallja, hogy nem is csókot akart Riszától, hanem kiszedni egy rizsszemet a hajából. Mivel a lánynak ez volt az első csókja, nagyon megbántódik. Az iskolába egy fiatal és jóképű angoltanár, Maitake Kuniumi érkezik, akit azonban mindenki Maity tanár úrnak nevez. A lányok odáig vannak érte, kivéve Nobukót. Risza, hogy feledje Ótanit, alapít egy Maity rajongói klubot, miközben Ótani első pillantásra megutálja az új tanárt. | |                      |                      |
| 15 | Vigyázz a csábítóval! Maity tanár úr akcióban! Kiken na otoko Maiti no amai júvaku (危険なオトコ マイティの甘い誘惑)                                       | 2007. július 14.     | 2011. január 28.     |
| Maity tanár úr átveszi a kosárcsapat edzését is, ideiglenesen, és sikerül megaláznia Ótanit a kosártudásával, ami csak még elszántabbá teszi őt. Maity látja, hogy Risza milyen szomorú Ótani miatt, ezért megpróbálja őket összehozni, azt hazudva, hogy őt is érdekli a lány. Ótani azonban zavarában azt mondja, hogy őt egyáltalán nem érdekli, amit véletlenül Risza is meghall. | |                      |                      |
| 16 | Maity Potter! A szerelem nem állandó? Maiti no Mahó! Hengeszuru renbo jó?! (マイティの魔法! 変化する恋模様!?)                                              | 2007. július 21.     | 2011. január 28.     |
| Maity tanár úr be akarja bizonyítani, hogy Ótani csak zavarában mondta, hogy nem érdekli őt Risza, ezért "varázsolni" kezd. Risza kilép a Maity rajongói klubból, Ótani kedvéért, de megfogadja, hogy többé nem próbálkozik a fiúnál. | |                      |                      |
| 17 | A szerelem ökle! Megnézed közelről? Ai no tekken! Uketomero, otome tamasii!! (愛の鉄拳! 受け止めろ、乙女魂!!)                                              | 2007. július 28.     | 2011. február 4.     |
| Az utolsó gimis évben Ótani arra készül, hogy megnyerik az iskolák kosárlabda-bajnokságát, de már az első fordulóban megkapják a tavalyi bajnokot. Úrrá lesz rajta a kétségbeesés, de Risza és a barátai megalakítják az Ótani rajongói klubot, hogy bátorítsák a meccsen. Végül sikerül jól teljesítenie, s ezért megvallja Riszának, hogy úgy érzi, nélküle semmit sem ér - de a lány a kimerültség miatt elaludt, ezért semmit sem hallott. | |                      |                      |
| 18 | A világtörténelem legjobb szülinapja! Sidzsó szaikó no tandzsóbi (史上最高の誕生日)                                                                        | 2007. augusztus 4.   | 2011. február 4.     |
| Közelít Risza születésnapja, Ótani azonban zavarban van, és nem akar se ajándékot venni, se elmenni a Haruka és Szeikó által szervezett szülinapi buliba. Végül azonban mégis megjelenik, és amíg a többiek a tűzijátékot nézik, átad neki ajándékba egy nyakláncot, majd kétszer is megcsókolja Riszát. | |                      |                      |
| 19 | A hirtelen fordulat! Az első randi és a sorozatos balszerencse! Kjúten csokka!! Hacu déto va fumei no hadzsimari (急転直下!!初デートは不運の始まり)        | 2007. augusztus 11.  | 2011. február 11.    |
| Bár legutóbb csókolóztak, Ótanit zavarba hozza, amikor megtudja mindenki, hogy összejöttek Riszával. A lány szerint azonban még nem jöttek össze, így Ótani megsértődik, amikor egy barátnőjének csak barátként mutatja be. Válaszul randira hívja az atlétikai bajnokságra, ám sorozatos balszerencse éri őket, ami Riszát is elbizonytalanítja. Végül azonban Ótani is bebizonyítja, hogy szereti őt. | |                      |                      |
| 20 | Induljon a háború! A féltékenységtől tomboló kislány! Szenszen fukoku! Sitto ni moeru dendzsaraszu bisódzso!! (宣戦布告!!嫉妬に燃えるデンジャラス美少女!!) | 2007. augusztus 18.  | 2011. február 11.    |
| Risza és Ótani boldogságát Ótani szomszédja, a fiatal modell Mimi dúlja fel, aki Riszához hasonlóan magas, és évek óta azon van, hogy meghódítsa Ótanit. Harcolni kezdenek a fiúért, és végül Mimi is belátja, hogy Risza keményebben küzdött Ótaniért, ezért felad a próbálkozással. | |                      |                      |
| 21 | Együtt vagy egymás nélkül! Merre tovább, Defekt Duó? Vakare no jokan?! Risza to Ótani ga ajumu becubecu no micsi (別れの予感?!リサと大谷が歩む別々の道)    | 2007. szeptember 8.  | 2011. február 18.    |
| Lassan eljön a továbbtanulás kérdésének eldöntése. Nobuko úgy dönt, hogy Hokkaidóra utazik, beteg nagymamáját ápolni, és azt tervezi, hogy ott is szeretne majd továbbtanulni. Nakaót azonban ez láthatólag megviseli, mert nem akar a lány útjában állni. Végül megbékülnek a helyzettel. | |                      |                      |
| 22 | Ótani katasztrofális helyzete Ótani kara no hakjoku szengen!! (別れの予感?!リサと大谷が歩む別々の道)                                                       | 2007. szeptember 22. | 2011. február 18.    |
| Ótani elkezd gőzerővel készülni az egyetemi felvételi vizsgájára, mert tanár szeretne lenni. Risza még nem döntötte el, mihez kezd, ezért egy étteremben lesz felszolgálónő. Itt ismerkedik meg Kohorival, egy fiatal sráccal a konyháról, aki beleszeret Riszába, és félreérthető helyzetbe keveri őt. Elhívja egy Umibozu-koncertre, és ő el is megy, mert Ótaninak tanulnia kell. Mikor Ótani megtudja, hogy mi történt, mérgében szakít a lánnyal. | |                      |                      |
| 23 | Hova tovább? A körülmények hatalma! Sinro vo iroiro!! Minna ga kakaeru szorezore no dzsiko (進路はいろいろ!!みんなが抱えるそれぞれの事故)                  | 2007. szeptember 22. | 2011. február 25.    |
| Ótani végül megbocsát Riszának, bár előtte még rendezi ügyét Kohorival. lezajlanak az első felvételik, és Csiharut felveszik az egyetemre, Szuzuki viszont betegsége miatt nem tudta megírni a tesztet, ezért nem vették fel. Kettejük közt ez feszültséget okoz, de Szuzuki megígéri Csiharunak, hogy keményen fog tanulni, és jövőre újra felvételizik. Mindeközben Ótanit kitiltják otthonról a felvételije előtti napon, mert mindenki lázas beteg náluk. | |                      |                      |
| 24 | Ennyi volt! Örökre együtt! Zutto isso!! ( ずっと一緒!!) | 2007. szeptember 29. | 2011. február 25.    |
| Ótani Riszához megy át éjszakára, és nála készül a másnapi felvételire. Reggel hatalmas hóra ébrednek, de még idejében sikerül beérniük a vizsga helyszínére. Ótani vizsgája sikerül, és Mimi egyik szabadtéri fotózását látva Risza eldönti, hogy stylist szeretne lenni. A legutolsó tanítási napon mindketten elkésnek, és a végzősök ünnepségén egy váratlan fordulat miatt nekik kell beszédet mondaniuk. | |                      |                      |